# Salts als Jocs Europeus de 2015 – 10 metres plataforma masculí
La prova de 10 metres plataforma es va disputar el dia 21 de juny.

## Resultats
La preliminar es va disputar a la 13:00 i la final a les 20:17 hora local(UTM +4).

   *   Classificat

   *   Reserva

| Posició | Saltador            | País          | Preliminar | Preliminar | Final  | Final   |
| Posició | Saltador            | País          | Punts      | Posició    | Punts  | Posició |
| ------- | ------------------- | ------------- | ---------- | ---------- | ------ | ------- |
| 1       | Matty Lee           | Regne Unit    | 514.45     | 2          | 588.25 | 1       |
| 2       | Nikita Shleikher    | Rússia        | 520.65     | 1          | 556.55 | 2       |
| 3       | Alexis Jandard      | França        | 462.10     | 4          | 526.20 | 3       |
| 4       | Matthew Dixon       | Regne Unit    | 441.60     | 6          | 493.85 | 4       |
| 5       | Boris Efremov       | Rússia        | 483.15     | 3          | 481.40 | 5       |
| 6       | Vladimir Barbu      | Itàlia        | 442.20     | 5          | 473.80 | 6       |
| 7       | Artsiom Barouski    | Belarús       | 413.00     | 8          | 454.55 | 7       |
| 8       | Artyom Danilov      | Azerbaidjan   | 407.45     | 10         | 438.25 | 8       |
| 9       | Kivanc Gur          | Turquia       | 391.25     | 12         | 405.20 | 9       |
| 10      | Nguyen Le           | Alemanya      | 439.30     | 7          | 394.80 | 10      |
| 11      | Dimitar Isaev       | Bulgària      | 392.15     | 11         | 394.50 | 11      |
| 12      | Yevgen Naumenko     | Ucraïna       | 411.20     | 9          | 366.75 | 12      |
| 13      | Alin Rontu          | Romania       | 388.40     | 13         |        |         |
| 14      | Martin Christensen  | Dinamarca     | 387.10     | 14         |        |         |
| 15      | Nikita Kryvopshyn   | Ucraïna       | 378.25     | 15         |        |         |
| 15      | Juan Pablo Socorro  | Espanya       | 378.25     | 15         |        |         |
| 17      | Samuel D'Alessandro | Itàlia        | 359.30     | 17         |        |         |
| 18      | Krystian Sawicki    | Polònia       | 343.50     | 18         |        |         |
| 19      | Pascal Faatz        | Països Baixos | 334.45     | 19         |        |         |
| 20      | Mihai Andrei        | Romania       | 304.60     | 20         |        |         |